# Arsenoflorencita-(La)
L'arsenoflorencita-(La) és un mineral de la classe dels arsenats, que va ser aprovat per l'Associació Mineralògica Internacional l'any 2010.

## Característiques
L'arsenoflorencita-(La) és un arsenat d'alumini i lantani, de fórmula química LaAl₃(AsO₄)₂(OH)₆. Pertany al grup de la dussertita, el qual pertany a la vegada al supergrup de l'alunita. Cristal·litza en el sistema trigonal formant cristalls romboedrals, pseudocúbics o tabulars. La seva duresa a l'escala de Mohs és 3,5.
Segons la classificació de Nickel-Strunz, l'arsenoflorencita-(La) pertany a «08.BL: Fosfats, etc. amb anions addicionals, sense H₂O, amb cations de mida mitjana i gran, (OH, etc.):RO₄ = 3:1» juntament amb els següents minerals: beudantita, corkita, hidalgoita, hinsdalita, kemmlitzita, svanbergita, woodhouseita, gallobeudantita, arsenogoyazita, arsenogorceixita, arsenocrandal·lita, benauita, crandal·lita, dussertita, eylettersita, gorceixita, goyazita, kintoreita, philipsbornita, plumbogummita, segnitita, springcreekita, arsenoflorencita-(Nd), arsenoflorencita-(Ce), florencita-(Ce), florencita-(La), florencita-(Nd), waylandita, zaïrita, arsenowaylandita, graulichita-(Ce), florencita-(Sm), viitaniemiita i pattersonita.

## Formació i jaciments
Es troba dins de cristalls de florencita-(Ce) i cristalls zonificats amb arsenoflorencita-(Nd) i crandal·lita, en nòduls rics en manganès en metasediments. Sol trobar-se associada a altres minerals com: zircó, quars, hematites, ardennita-(As), andalusita, sil·limanita, anortita, sericita, clinoclor, chernovita-(Y), monazita i minerals del grup de la gasparita. Va ser descoberta al llac Grubependity, a la regió Polar dels Urals (República de Komi, Districte Federal del Nord-oest, Rússia). També se n'ha trobat a la República Txeca i a Alemanya.